# مدرسة الوزير (بغداد)
مدرسة الوزير  مدرسة تاريخية تقع في بغداد، يعود تأسيسها إلى العصر العباسي. وهي من المدارس الحنبلية التي تقع في الجزء الغربي من المدينة، بمحلة باب البصرة. بناها الوزير عون الدين يحيى بن هبيرة.  وقد ذكر إبن الجوزي أنها تكاملت في سنة 1161. وأقام الوزير الفقهاء ورتب لهم الجراية. إلا أن المدرسة لم تعد موجودة اليوم.